# Prątniczek (roślina)
Prątniczek (Microbryum Schimp.) – rodzaj mchów należący do rodziny płoniwowatych (Pottiaceae Schimp.). Przedstawiciele rodzaju występują na całym świecie w strefach klimatu umiarkowanego.

## Morfologia
GametofityTworzą luźne lub gęste, niskie darnie. Łodyżki bardzo krótkie, do 0,2–0,4 mm długości. Listki krótkie, do 0,6–1,8 mm długości.
SporofitySeta bardzo krótka do wydłużonej, długości do 4 mm. Perystom bez zębów lub o 16 zębach, nieregularnych, często śladowych, nieskręconych.
ZarodnikiZarodniki duże, o średnicy 20–30 μm.

## Systematyka i nazewnictwo
Nazwa rodzaju Microbryum pochodzi od greckiego słowa mikros, czyli „mały”, oraz bryon, czyli „mech”.
Według The Plant List rodzaj Microbryum liczy 16 akceptowanych nazw gatunków oraz istnieje ich 25 synonimów.
Wykaz gatunków:
- Microbryum brevicaule (Taylor) R.H. Zander
- Microbryum curvicolle (Hedw.) R.H. Zander – prątniczek krzywoszyjkowy[5]
- Microbryum davallianum (Sm.) R.H. Zander
- Microbryum floerkeanum (F. Weber & D. Mohr) Schimp.
- Microbryum fosbergii (E.B. Bartram) Ros, O. Werner & Rams
- Microbryum longipes (J. Guerra, J.J. Martínez & Ros) R.H. Zander
- Microbryum piptocarpum (Durieu & Mont.) J. Guerra & Cano
- Microbryum raddei (Broth.) R.H. Zander
- Microbryum rectum (With.) R.H. Zander
- Microbryum rufochaete (Magill) R.H. Zander
- Microbryum starckeanum (Hedw.) R.H. Zander
- Microbryum subplanomarginatum (Dixon) R.H. Zander
- Microbryum tasmanicum (Dixon & Rodway) R.H. Zander
- Microbryum uleanum (Müll. Hal.) Paris
- Microbryum vlassovii (Laz.) R.H. Zander
- Microbryum zealandiae (R. Br. bis) R.H. Zander